# Bandera de proa
La bandera de proa, també anomenada tallamar, és una bandera que s'hissa a la proa dels vaixells de guerra d'algunes marines en ocasions especials, normalment cerimonials i regulades per les ordenances marítimes de cada estat. Gairebé mai no s'hissa quan el vaixell està en creuer. La bandera de proa acostuma a ser diferent del pavelló, militar o civil, i de la bandera estatal d'ús civil i terrestre.

## Tallamar
Esdevingué el nom de la bandera de proa amb els pals del Casal de Barcelona.

## Galeria de banderes

Algèria
Aràbia Saudita
Argentina
Austràlia
Bèlgica
Bolívia
Brasil
Bulgària
Cambodja
Colòmbia
Corea del Sud
Croàcia
Cuba
Dinamarca
El Salvador
Eslovènia
Espanya
Estats Units d'Amèrica
Estònia
Equador
Filipines
Finlàndia
Grècia
Indonèsia
Irlanda
Itàlia
Letònia
Lituània
Malta
Marroc
Mèxic
Montenegro
Nicaragua
Noruega
Països Baixos
Pakistan
Paraguai
Perú
Polònia
Portugal
Regne Unit
República Dominicana
Romania
Rússia
Tailàndia
Ucraïna
Uruguai
Veneçuela
Xile